# Рида, Мухаммад Рашид
Муха́ммад Раши́д Рида́ (араб. محمد رشيد رضا‎; 23 сентября 1865, Эль-Каламун, Османская империя — 22 августа 1935, Каир, Египет) — египетский религиозный и общественный деятель, мусульманский реформатор. 
Мухаммад Рида один из идейных предшественников «братьев-мусульман». С 1898 г. редактор журнала «Аль-Манар» («Маяк»). Мухаммад Рашид Рида считал главной задачей возрождение позиций шариата и выступал с критикой европеизации арабских стран.

## Биография
Мухаммад Рашид Рида родился 23 сентября 1865 г. в селении Эль-Каламун близ Триполи. Он является последователем Мухаммада Абдо и Джамал-ад-дина аль-Афгани. В 1898 году основал общественно-политический и религиозный журнал «Аль-Манар» и до конца дней являлся его издателем. В возрасте 33 переехал жить в Египет. В 1912 им основана Школа пропаганды и наставничества, которая вела подготовку мусульманских миссионеров. В 1919 был председателем Сирийского конгресса, на котором вырабатывались требования империалистическим державам. В 1920 возвратился в Египет. Мухаммад Рашид Рида добивался предоставления независимости мусульманским странам (Сирии и Палестине).

## Взгляды
В 1922 году Р. Рида опубликовал свою работу, в котором он выступил за воссоздание Арабского халифата, в котором халиф должен был быть выборным. Халиф обязан защищать государство и обеспечить действие законов шариата. Для того чтобы избежать превращения Халифата в монархию, он предложил создать специальный совет (шура), который имеет право сместить халифа с этой должности. После упразднения в 1924 году Османской империи Р. Рида ввёл термин «исламское государство», которое представляло собой альтернативу ушедшему в историю халифату. Идеи исламского государства и мусульманского парламентаризма были на практике применены в Пакистане. 
Мухаммад Рашид Рида является автором тафсира к Корану. В нём он утверждал, что основные положения ислама не противоречат общественному и научно-техническому прогрессу. 